# San Miguel de Perucho
San Miguel de Perucho es una localidad ubicada en el Distrito Metropolitano de Quito, en la zona norcentral de la provincia de Pichincha, Ecuador.

## Historia
El asentamiento de Perucho se habría originado como un antiguo pueblo caranqui habitado por los piruchos, posteriormente anexado por los incas. Tras la conquista española se establece como una gran encomienda en 1542 por Pedro de Puelles, bajo el nombre de San Miguel de Perucho, constituyendo una de las parroquias rurales más antiguas del cantón Quito, de la que luego se escindirían ya en la vida republicana las parroquias de Chavezpamba, Atahualpa, Minas y Puéllaro. La localidad habría sido declarada incluso como cantón durante las guerras de independencia de 1822 por el Mariscal Antonio José de Sucre, hasta su destrucción provocada por el terremoto de Ibarra de 1868.

## Geografía
La parroquia se encuentra a 55 kilómetros de la ciudad de Quito, a través de la carretera Panamericana Norte. Ubicada en la hoya del río Guayllabamba, su altitud aproximada es de 2063 metros sobre el nivel de mar, con un clima de tipo templado seco y frío.
Limita por el norte con las parroquias Chavezpamba, San José de Minas y Atahualpa, por el sur con la parroquia de Puéllaro, por el este con el nudo de Mojanda Cajas, y por el oeste con el río Guayllabamba.

## Economía
La zona es tradicionalmente agrícola, destacando sobre todo por su producción de mandarinas y la elaboración de productos artesanales derivados de la fruta.

## Turismo
Perucho forma parte de la denominada Ruta Escondida de la provincia de Pichincha, integrada también por las parroquias rurales de Puéllaro, Chavezpamba, Atahualpa y San José de Minas. Además de su entorno natural, destaca su iglesia parroquial, un templo patrimonial construido a base de madera en 1542, destruido durante el terremoto de Ibarra de 1868 y reconstruido en 1870, que además alberga un museo con objetos de los alrededores y obras de la Escuela Quiteña.
La parroquia celebra su festividad durante el mes de septiembre, en honor del patrono de la localidad, San Miguel Arcángel. También destaca el festival artístico La Mandarina de Oro.

## Organización Territorial
La Junta Parroquial o GAD de Perucho es el órgano de gobierno local, mismo que también trabaja en coordinación con la Alcaldía de Quito y la Prefectura de Pichincha. 